# Anania epipaschialis
Anania epipaschialis là một loài bướm đêm trong họ Crambidae.